# Jean-Louis Forain
Jean-Louis Forain (Reims, 23 d'octubre de 1852 - 11 de juliol de 1931) va ser un pintor i il·lustrador francès en l'òrbita de Toulouse-Lautrec, a qui en realitat va precedir com a observador de la vida moderna. És considerat el membre més jove del grup impressionista.

## Biografia
Va néixer al si d'una modesta família d'artesans. Traslladat a París als onze anys, va comptar amb la protecció de l'escultor Jean-Baptiste Carpeaux i va estudiar per un temps a l'École des Beaux-Arts, a l'estudi de Jean-Léon Gérôme, si bé la seva formació va ser majoritàriament autodidacta.

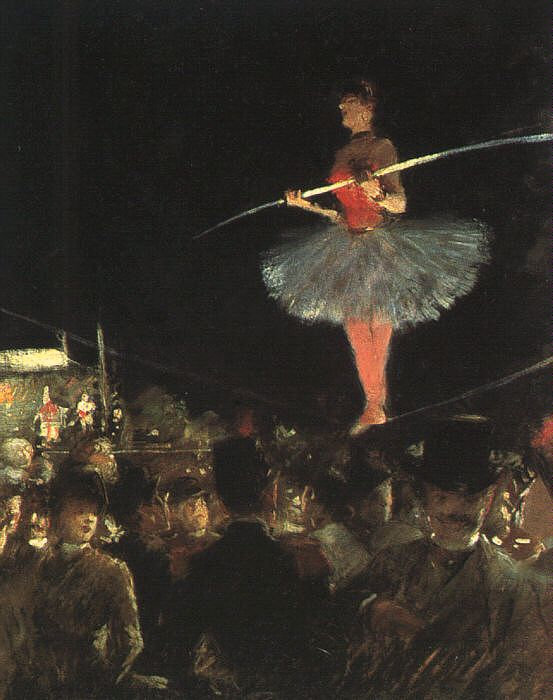
La funàmbula

Forain va entrar a treballar amb el caricaturista André Gill. Destacaria com a il·lustrador per a publicacions com Le Monde parisien i Le Rire. Representava principalment el món del teatre i els cafès, però va buscar l'humor en tots els contexts, i els seus dibuixos més satírics són els de jutges i advocats de cap a 1900, tema on va connectar amb un il·lustre predecessor: Honoré Daumier.
Sota influència de Manet i Degas, Forain va abordar temes recurrents en ells: el teatre, les curses de cavalls, els cafès, l'òpera i també els bordells. Rebutjat al Saló de 1874, en anys posteriors es va integrar al grup impressionista. Entre 1879 i 1886 va participar en quatre exposicions impressionistes, convidat per Degas, i va arribar a participar en una col·lectiva de la galeria Durand-Ruel a Nova York. Però finalment, es van acceptar obres seves als Salons oficials de 1884 i 1885 (entre elles, El vidu del Museu d'Orsay de París).

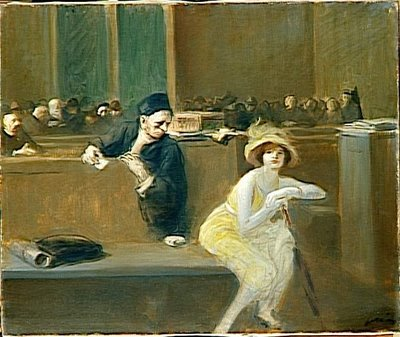
Escena de tribunal, 1910

La seva primera mostra individual va tenir lloc el 1890, a la galeria Boussod et Valadon, dirigida per Theo Van Gogh, germà del cèlebre pintor.
El seu reconeixement com a autor popular va començar a la dècada de 1890, amb les seves caricatures satíriques. Admirador de Goya, va visitar Madrid el 1894 i 1900, la segona vegada per visitar una exposició sobre el pintor espanyol.
El 1913 se li va dedicar una exposició amb 390 peces al Museu d'Arts Decoratives de París, i quatre anys després es va exhibir un altre ampli conjunt (75 obres) a l'Exposició d'Art Francès celebrada a Barcelona.
Forain és considerat un precursor de Toulouse-Lautrec. Aparentment una caricatura seva va inspirar a Edward Hopper el seu famós quadre Habitació d'hotel (Madrid, Museu Thyssen-Bornemisza.
El 1921, per compromís a la seva ciutat natal, ofereix al museu de Reims un important lot de dibuixos.
Mor l'11 de juliol de 1931, la seva tomba es troba en Le Chesnay, a prop de Versalles on tenia una propietat.

## Obres
- Scène de cafè (1878). Museu De Brooklyn
- Ballarina en rosa. Col·lecció Carmen Thyssen-Bornemisza.
- Vestíbul a l'Òpera. Museu de Belles Arts de Boston.
- Le Veuf (1884). Museu d'Orsay.
- Anna de Noailles (1905).